# Lissauer Vieira
Lissauer Vieira (Coronel Bicaco, 5 de maio de 1980) é um político brasileiro, atualmente filiado ao Partido Liberal. 

## Trajetória política
Em janeiro do ano de 2013, foi convidado pelo prefeito de Rio Verde-GO na época, Juraci Martins de Oliveira para assumir a Secretaria Municipal de Comunicação de Rio Verde, onde permaneceu até janeiro de 2014. 
Em 2014 foi eleito pela primeira vez ao cargo de deputado estadual com 29.676 votos.
Nas eleições de 2016, disputou a eleição municipal na cidade de Rio Verde-GO, mas não obteve êxito. 
Em 2018, foi reeleito deputado estadual com 37.550 votos.
Em 1 de fevereiro de 2019 foi eleito presidente da Assembleia Legislativa de Goiás para o primeiro biênio 2019/2020 e em 30 de outubro do mesmo ano foi reeleito presidente da assembleia para o último biênio 2021/2022.